# Чемпіонат світу зі спортивної гімнастики 1905
2-й чемпіонат світу зі спортивної гімнастики пройшов у 1905 році в Бордо (Франція).

## Медальний залік
| Місце | Країна     | Золото | Срібло | Бронза | Загалом |
| ----- | ---------- | ------ | ------ | ------ | ------- |
| 1     | Франція    | 6      | 3      | 5      | 14      |
| 2     | Нідерланди | -      | 1      | -      | 1       |
| 3     | Бельгія    | -      | -      | 1      | 1       |

## Призери
| Дисципліна         | Золото                                                                                    | Срібло                                                      | Бронза                                                                                           |
| ------------------ | ----------------------------------------------------------------------------------------- | ----------------------------------------------------------- | ------------------------------------------------------------------------------------------------ |
| Командна першість  | Франція Жорж Дежажер Люсьєн Демане Марсель Лалю Даніель Лав'єль Жозеф Мартінес П'єр Пессе | Нідерланди Ф. Дж. В. Ламбер Дж. Х. Рідер Дж. Х. А. Г. Шмітт | Бельгія Жан де Хое Поль Манжан Август ван Акере Альберт ван де Роє Леон ван де Роє Вітал Вердікт |
| Абсолютна першість | Марсель Лалю Франція                                                                      | Даніель Лав'єль Франція                                     | Люсьєн Демане Франція                                                                            |
| Кінь               | Жорж Дежажер Франція                                                                      | Марсель Лалю Франція                                        | Даніель Лав'єль Франція                                                                          |
| Паралельні бруси   | Жозеф Мартінес Франція Марсель Лалю Франція                                               | медаль не вручалася                                         | П'єр Пессе Франція                                                                               |
| Перекладина        | Марсель Лалю Франція                                                                      | Жозеф Мартінес Франція                                      | П'єр Пессе Франція Люсьєн Демане Франція                                                         |

## Результати

### Командна першість
| Місце | Збірна                                                                                                | Сума    |
| ----- | --- | ------- |
| 1.    | Франція Жорж Дежажер, Люсьєн Демане, Марсель Лалю, Даніель Лав'єль, Жозеф Мартінес, П'єр Пессе        | 990.000 |
| 2.    | Нідерланди Ф. Дж. В. Ламбер, Дж. Х. Рідер, Дж. Х. А. Г. Шмітт                                         | 941.750 |
| 3.    | Бельгія Жан де Хое, Поль Манжан, Август ван Акере, Альберт ван де Роє, Леон ван де Роє, Вітал Вердікт | 906.750 |

### Абсолютна першість
| Місце | Гімнаст         | Сума    |
| ----- | --------------- | ------- |
| 1.    | Марсель Лалю    | 185.500 |
| 2.    | Даніель Лав'єль | 184.250 |
| 3.    | Люсьєн Демане   | 179.250 |

### Кінь
| Місце | Гімнаст         | Сума   |
| ----- | --------------- | ------ |
| 1.    | Жорж Дежажер    | 34.750 |
| 2.    | Марсель Лалю    | 34.500 |
| 3.    | Даніель Лав'єль | 33.750 |

### Паралельні бруси
| Місце | Гімнаст        | Сума   |
| ----- | -------------- | ------ |
| 1.    | Жозеф Мартінес | 33.500 |
| 1.    | Марсель Лалю   | 33.500 |
| 3.    | П'єр Пессе     | 32.750 |

### Перекладина
| Місце | Гімнаст        | Сума   |
| ----- | -------------- | ------ |
| 1.    | Марсель Лалю   | 36.000 |
| 2.    | Жозеф Мартінес | 35.750 |
| 3.    | П'єр Пессе     | 35.500 |
| 3.    | Люсьєн Демане  | 35.500 |